# شیشه زیست‌فعال

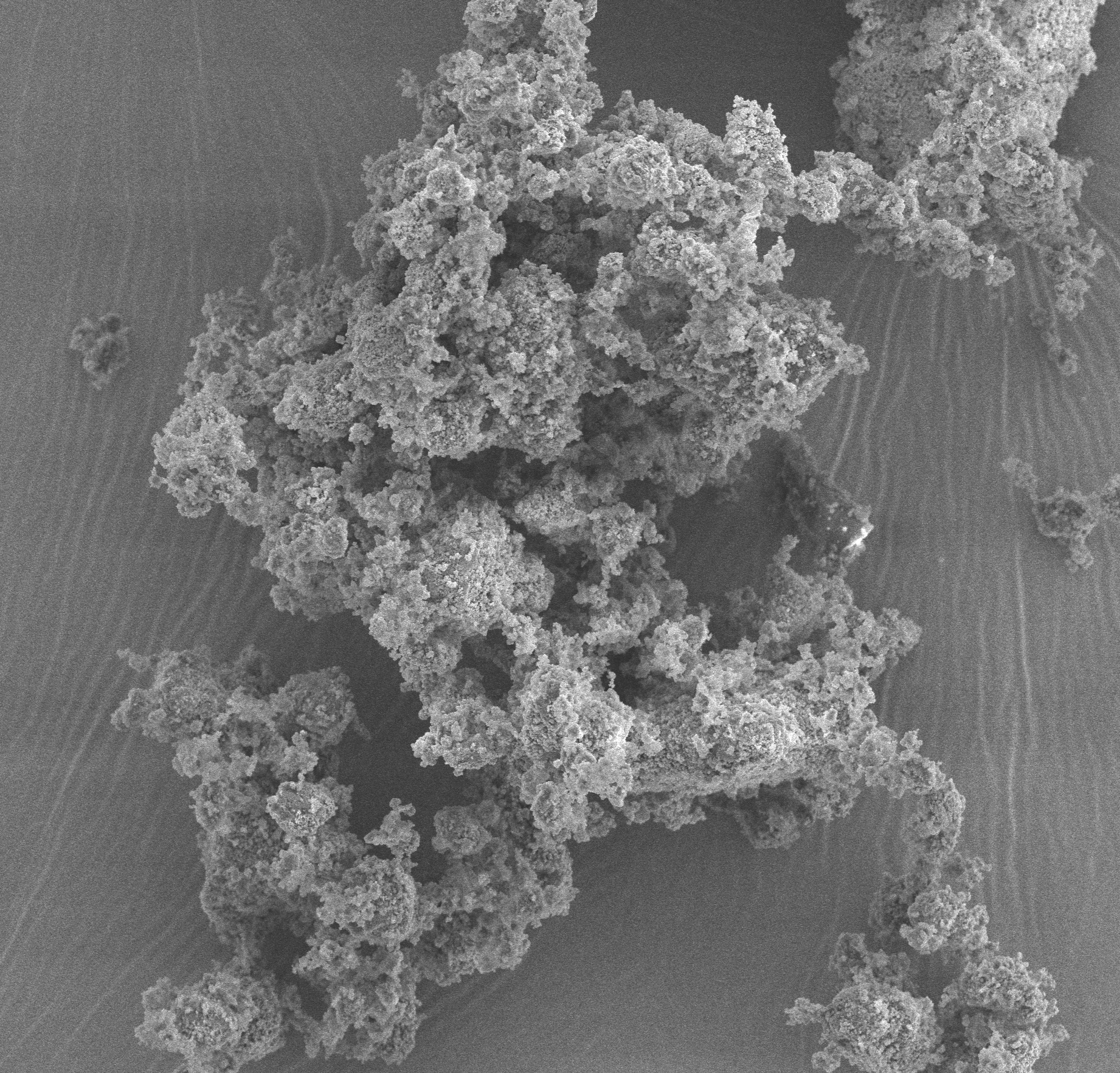
تصویر هیدروکسی آپاتیت تشکیل‌شده بر روی شیشهٔ زیست‌فعال در میکروسکوپ الکترونی

شیشهٔ زیست‌فعال گروهی از مواد زیستی شیشه-سرامیک بیومتریال هستند که شامل گروه شیشه‌های زیستی نیز می‌شوند. زیست‌سازگاری و فعالیت زیستی این شیشه‌ها باعث شده که آنان برای استفاده به‌عنوان درون‌کاشت تجهیزات پزشکی در بدن انسان جهت درمان بیماری و جایگزینی استخوان‌های بیمار یا آسیب‌دیده مورد استفاده قرار گیرند.

## تاریخچه
انسان همواره در پی یافتن راهی برای بهبود اندام‌های آسیب‌دیده یا جایگزینی موادی مناسب برای قسمت‌های از کار افتادهٔ بدن خود بوده‌است؛ اما رسیدن به ماده‌ای مناسب و سازگار با بدن انسان کار آسانی نیست. در طول تاریخ انسان‌ها از چوب و اندام‌های طبیعی دیگر جانوران و گیاهان گرفته تا سنگ و فلزات اولیه به‌عنوان اولین درون‌کاشت‌های زیستی (Bio implants) استفاده کرده‌است. بدون شک یکی از مهم‌ترین دستاوردهای بشر در زمینهٔ پیوند، علم مواد و زیست‌شناسی شیشه‌های زیست‌فعال بوده‌است که به همت لری هنچ برای اولین بار در سال ۱۹۶۹ میلادی ساخته‌شد. انگیزهٔ اصلی وی برای رسیدن به چنین ماده‌ای سؤال چالش‌برانگیز کلنل ارتش ایالات متحدهٔ آمریکا برگشته از جنگ ویتنام بود که خواهان ساخت ماده‌ای بود که بتواند در محیط خشن بدن نه‌تنها دوام بیاورد بلکه توسعه، رشد یابد، زیرا تا آن زمان تمام کاشتنی‌های بدن زیست‌خنثی بودند و پس از کاشت در اطراف مرز کاشتنی و استخوان تشکیل کپسولی فیبری می‌دادند. پروفسور هنچ تصمیم به ساخت مادهٔ زیست‌تخریب‌پذیری در سامانهٔ{\textstyle {\ce {SiO2-CaO-Na2O-P2O5}}} گرفت که مقدار کلسیم بالا و نزدیک به یوتکتیک سه‌تایی در محدودهٔ نمودار{\textstyle {\ce {Na2O-CaO-SiO2}}} باشد.

ساختار مولکولی شیشهٔ زیست‌فعال

## زیست‌فعالی
در یک مفهوم کلی، مواد زیست‌فعال (انگلیسی: Bioactive material) موادی هستند که برای القای فعالیت زیستی خاصی طراحی شده‌اند. به‌طور اختصاصی‌تر، مواد زیست‌فعال موادی هستند که وقتی در بدن جای‌گذاری می‌شوند، تحت واکنش‌های سطحی خاص، منجر به تشکیل لایه‌ای شبیه به HA (هیدروکسی‌آپاتیت) می‌شوند که این لایه مسئول اتصال به بافت‌های نرم و سخت اطراف است. بارزترین ویژگی شیشه‌های زیست‌فعال توانایی تشکیل پیوند با بافت استخوانی است به‌طوری‌که حتی با ایجاد ضربه و فشار از جای خود حرکت نمی‌کند مگر با شکستن استخوان. علاوه بر این؛ ویژگی‌های جانبی از جمله زیست‌فعالی، زیست‌سازگاری، زیست‌تجزیه‌پذیری، چگالی نزدیک به بافت استخوان، عدم سمیت سلولی، القاکننده و هادی استخوان‌سازی و… می‌تواند آن را به یکی از مناسب‌ترین کاشتنی‌های زیستی در زمینهٔ استخوانی و حتی دندانی تبدیل کند. اگرچه ضعف‌هایی مانند شکنندگی و خواص مکانیکی ضعیف نسبت به استخوان طبیعی در شیشه‌های زیست‌فعال دیده می‌شود، اما محققان با اصلاحات مختلف از طریق افزودن ترکیبات گوناگون، اصلاحات ساختاری و سطحی، روش‌های سنتز، تغییر در نسبت ترکیبات سازنده، افزودنی‌ها و… سعی در کاهش و حتی از بین بردن ضعف‌ها و محدودیت‌ها داشته‌اند.

## انواع شیشه‌های زیست‌فعال
به‌طور کلی شیشه‌های زیست‌فعال به سه نوع سیلیکاتی، فسفاتی و بوراتی تقسیم می‌شوند.

### شیشه‌های سیلیکاتی
شیشه‌های سیلیکاتی از شبکهٔ سه‌بعدی متشکل از SiO2 که در آن سیلیسیم با چهار اتم اکسیژن ارتباط دارد تشکیل شده‌اند. در حقیقت شیشه‌های زیست‌فعال از مواد معدنی که به‌طور طبیعی در بدن وجود دارند مانند دی‌اکسید سیلیسیم، کلسیم, سدیم اکسید, هیدروژن و فسفر تشکیل شده‌اند. جالب آن‌که نسبت‌های مولکولی اکسیدهای کلسیم و فسفر در این شیشه‌ها، مشابه استخوان طبیعی است. این شیشه‌ها ساختار استخوان را تقلید کرده و رشد دوبارهٔ استخوان را تحریک می‌کنند؛ بنابراین به‌علت زیست‌سازگاری زیاد و توانایی استخوان‌سازی به نام شیشه‌های زیست‌فعال خوانده می‌شوند. همچنین، این شیشه‌ها، دارای سرعت تخریب کنترل‌شده‌ای نزدیک به سرعت تشکیل استخوان جدید هستند. از شناخته‌شده‌ترین انواع شیشه‌های زیست‌فعال سیلیکاتی می‌توان به شیشهٔ زیستی 5S45 اشاره کرد.

### شیشه‌های بوراتی
برخی از شیشه‌های زیست‌فعال بوراتی به‌دلیل ماندگاری کم شیمیایی، سریع‌تر تخریب می‌شوند و در مقایسه با شیشه سیلیکاتی 5S45 به میزان بیشتری به مواد شبه‌هیدروکسی آپاتیت تبدیل می‌شوند. شیشه‌های زیست‌فعال بوراتی، رشد و تمایز سلولی را در محیط برون‌تنی و تشکیل بافت را در محیط درون‌تنی حمایت می‌کنند. همچنین این شیشه‌ها، می‌توانند از قبل در محلول فسفاتی واکنش نشان داده، به‌صورت موادی توخالی ساخته شوند. هیدروکسی آپاتیت تشکیل‌شده توسط شیشه‌های بوراتی متخلخل است و قابلیت بارگذاری با دارو را دارد و در زمان کاشت، دارو برای روزها یا هفته‌ها به بافت پیرامون، نفوذ می‌کند و رهایش دارو را برای درمان عفونت‌های استخوانی دارند.

### شیشه‌های فسفاتی
شیشه‌های فسفاتی، بر پایهٔ شبکهٔ شیشه‌ای P2O5 هستند که در آن‌ها سدیم دی‌اکسید و کلسیم اکسید به‌عنوان تغییردهنده استفاده شده و در مصارف زیست‌پزشکی به‌کار می‌روند. از آنجا که یون‌های تشکیل‌دهندهٔ آن‌ها مشابه فاز معدنی استخوان‌اند، این شیشه‌ها تمایل خوبی برای برقراری پیوند شیمیایی با استخوان داشته و بنابراین ظرفیت استفاده در امور بالینی به‌عنوان یک مادهٔ قابل جذب را دارا هستند.

## تست جانوری
دانشمندان در آمستردام هلند، مکعب‌هایی از شیشهٔ زیست‌فعال را برداشتند و آن‌ها را در استخوان درشت‌نی خوکچهٔ هندی در سال ۱۹۸۶ ایمپلنت کردند. پس از ۸، ۱۲ و ۱۶ هفته از کاشت، خوکچه‌های هندی مردند و استخوان درشت‌نی آن‌ها را برداشتند. ایمپلنت‌ها و درشت‌نی‌ها برای تعیین خصوصیات مکانیکی ایمپلنت از فصل مشترک استخوان تحت آزمایش مقاومت برشی قرار گرفتند، که مشخص شد مقاومت برشی آن N/mm2 5 است. میکروسکوپ الکترونی نشان داد که در ایمپلنت‌های سرامیکی بقایای استخوان محکم به آن‌ها چسبیده‌است. میکروسکوپ نوری رشد سلول‌های استخوانی و رگ‌های خونی را در ناحیهٔ ایمپلنت نشان داد که اثبات زیست‌سازگاری بین استخوان و ایمپلنت بود.
شیشهٔ زیست‌فعال اولین ماده‌ای بود که پیوندی قوی با بافت استخوان زنده ایجاد کرد.

## ساختار
طیف‌سنجی رزونانس مغناطیسی هسته‌ای حالت جامد (NMR) در شفاف‌سازی مواد جامد آمورف بسیار مفید بوده‌است. شیشه‌های زیست‌فعال توسط طیف‌سنجی MAS NMR حالت جامد 29Si و 31P مورد مطالعه قرار گرفته‌اند. تغییر شیمیایی از MAS NMR نشان‌دهندهٔ نوع گونه‌های شیمیایی موجود در شیشه است. طیف‌سنجی 29Si MAS NMR نشان داد که شیشهٔ زیست‌فعال 45S5 به عنوان مثال دارای یک نوع ساختار شامل زنجیره‌های سیلیکات با چند اتصال عرضی است.

### ترکیبات
تغییرات زیادی در ترکیب اصلی وجود دارد که سازمان غذا و داروی آمریکا (FDA) تأیید کرده و از آن به عنوان بیوگلس می‌توان نام برد. این ترکیب به 45S5 معروف است. سایر ترکیبات نیز در فهرست زیر وجود دارد.
45S5: 45 wt% SiO2, 24.5 wt% CaO, 24.5 wt% Na2O and 6.0 wt% P2O5
S53P4: 53 wt% SiO2, 23 wt% Na2O, 20 wt% CaO and 4 wt% P2O5
58S: 58 wt% SiO2, 33 wt% CaO and 9 wt% P2O5
70S30C: 70 wt% SiO2, 30 wt% CaO
13-93: 53 wt% SiO2, 6 wt% Na2O, 12 wt% K2O, 5 wt% MgO, 20 wt% CaO, 4 wt% P2O5

## ترکیب

### شیشهٔ زیست‌فعال 45S5
نام 45S5 نشان‌دهندهٔ شیشه با ۴۵ درصد وزنی SiO2 و نسبت مولی ۵:۱ کلسیم به فسفر است. نسبت‌های کلسیم به فسفر پایین‌تر به استخوان متصل نمی‌شوند. ویژگی‌های اصلی ترکیب بیوگلس این است که این ماده حاوی کمتر از ۶۰ درصد مولی SiO2، مقادیر Na2O و CaO زیاد، نسبت بالای CaO / P2O5 است که باعث می‌شود شیشهٔ زیست‌فعال نسبت به محیط آبی بسیار واکنش‌پذیر و زیست‌فعال باشد.
فعالیت زیست‌سازگاری بالا مزیت اصلی بیوگلس است، در حالی که معایب آن شامل ضعف مکانیکی، مقاومت کم در برابر شکستگی به دلیل شبکهٔ شیشه‌ای دوبعدی آمورف است. استحکام خمشی بیشتر شیشه‌های زیست‌فعال در محدودهٔ ۴۰–۶۰ مگاپاسکال است که برای کاربردهای تحمل بار کافی نیست. مدول یانگ آن ۳۰–۳۵ گیگاپاسکال است که بسیار نزدیک به استخوان غشایی است که می‌تواند یک مزیت باشد. از شیشهٔ زیست‌فعال می‌توان به عنوان یک مادهٔ زیست‌فعال در مواد کامپوزیتی یا به صورت پودر نیز استفاده کرد.
اولین جراحی موفقی که بیوگلس 45S5 در آن استفاده شد در جایگزینی استخوانچه‌های گوش میانی بود که برای حل مشکل هدایتی شنوایی بود. مزیت 45S5 عدم تمایل به تشکیل بافت فیبری است. موارد دیگر استفاده از آن برای ایمپلنت در فک پس از کشیدن دندان است. از مواد کامپوزیتی ساخته‌شده از Bioglass 45S5 و استخوان خود بیمار می‌توان برای بازسازی استخوان استفاده کرد. بیوگلس در مقایسه با سایر شیشه‌ها نسبتاً نرم است. می‌توان آن را تراش داد، ترجیحاً با ابزارهای الماس یا به صورت پودر درآورد و بهتر است در محیط خشک نگهداری شود زیرا به‌راحتی رطوبت را جذب می‌کند و با آن واکنش نشان می‌دهد.
عملیات حرارتی بیوگلس محتوای اکسید فلز قلیایی فرار را کاهش داده و بلورهای آپاتیت را در ماتریکس شیشه‌ای رسوب می‌دهد. مادهٔ شیشه‌ای و سرامیکی به نام Ceravital، دارای مقاومت مکانیکی بالاتر و زیست‌فعالی کمتری است.

### شیشهٔ زیست‌فعال S5SP4
فرمول S53P4 اولین بار در اوایل دههٔ ۱۹۹۰ در Turku فنلاند در دانشگاه Åbo Akademi و دانشگاه Turku ساخته شد. این شیشهٔ زیست‌فعال ادعای قابلیت استفاده در پر کردن حفرهٔ استخوان در درمان پوکی شدید مغز استخوان در سال ۲۰۱۱ داشته‌است. S53P4 با بیش از ۱۵۰ نشریه در بین شیشه‌های فعال زیستی مورد مطالعه در بازار است. وقتی شیشهٔ Bioactive S53P4 درون حفرهٔ استخوان قرار می‌گیرد، با مایعات بدن واکنش داده و شیشه را فعال می‌کند. در طول این دورهٔ فعال‌سازی، شیشهٔ زیست‌فعال از طریق یک سری واکنش‌های شیمیایی، شرایط ایده‌آل برای بازسازی استخوان از طریق هدایت استخوان را ایجاد می‌کند.
- یون‌های Na, Si, Ca و P آزاد می‌شوند.
- یک لایه سیلیکا ژل بر روی سطح شیشهٔ زیست‌فعال ایجاد می‌شود.
- CaP متبلور می‌شود و لایه‌ای از هیدروکسی آپاتیت را روی سطح شیشهٔ فعال ایجاد می‌کند.

پس از تشکیل لایهٔ هیدروکسی آپاتیت، شیشهٔ زیست‌فعال با مواد بیولوژیک، یعنی پروتئین‌های خون، فاکتورهای رشد و کلاژن در تعامل است. به دنبال این فرایند تعاملی، مراحل هدایت استخوانی، استخوان جدید روی ساختارهای شیشه‌ای فعال و بین آن رشد می‌کند. پیوندهای شیشهٔ زیست‌فعال با استخوان، تسهیل‌کنندهٔ تشکیل استخوان جدید هستند.
تحریک استخوان با تحریک سلول‌های استخوان‌زا برای افزایش سرعت بازسازی استخوان آغاز می‌شود. در مرحلهٔ تحول فاز نهایی روند بازسازی استخوان ادامه دارد. با گذشت زمان، استخوان کاملاً احیا می‌شود و آناتومی طبیعی بیمار را بازیابی می‌کند.
- تحکیم استخوان اتفاق می‌افتد.
- شیشهٔ زیست‌فعال S53P4 طی چند سال به بازسازی استخوان ادامه می‌دهد.

شیشهٔ زیست‌فعال S53P4 در حال حاضر تنها شیشهٔ زیست‌فعال در بازار است که ثابت شده‌است به‌طور مؤثر از رشد باکتری جلوگیری می‌کند. خاصیت بازدارندگی رشد باکتریایی S53P4 از دو فرایند شیمیایی و فیزیکی همزمان ناشی می‌شود. هنگامی که شیشهٔ زیست‌فعال با مایعات بدن واکنش نشان می‌دهد، سدیم (Na) از سطح شیشهٔ زیست‌فعال آزاد می‌شود و باعث افزایش پی‌اچ (محیط قلیایی) می‌شود که برای باکتری‌ها مطلوب نیست، بنابراین مانع رشد آن‌ها می‌شود. یون‌های Na ,Ca, Si و P آزاد شده باعث افزایش فشار اسمزی به دلیل افزایش غلظت نمک می‌شوند که محیطی است که باکتری‌ها نمی‌توانند رشد کنند.
امروزه شیشهٔ زیست‌فعال S53P4 توسط Bonalive Biomaterials (تورکو، فنلاند) با نام محصول Bonalive granules تولید و توزیع می‌شود. این محصولات در بیماران بزرگسال و کودکان برای پر کردن حفره‌های استخوان، حفره‌ها و شکاف‌ها و همچنین برای بازسازی نقص استخوان، جراحی ستون مهره‌ها و تومورهای استخوان خوش‌خیم استفاده می‌شود.

### شیشهٔ زیست‌فعال ۸۶۲۵
شیشهٔ زیست‌فعال ۸۶۲۵ که Schott 8625 نیز نامیده می‌شود، یک شیشهٔ آهک سوددار است که برای کپسوله‌سازی قطعات ایمپلنت‌شده استفاده می‌شود. بیشترین استفاده از شیشهٔ زیست‌فعال 8625 در محفظه‌های فرستندهٔ RFID قابل استفاده در ریزتراشه‌های ایمپلنتی در انسان و جانوران است. حق ثبت این اختراع و تولید توسط Schott AG است. همچنین در برخی از پیرسینگ‌ها از شیشهٔ زیست‌فعال ۸۶۲۵ نیز استفاده می‌شود. شیشهٔ زیست‌فعال ۸۶۲۵ به بافت یا استخوان متصل نمی‌شود بلکه توسط کپسوله‌سازی بافت فیبری در جای خود نگه داشته می‌شود. پس از کاشت، یک لایهٔ غنی از کلسیم در سطح بین شیشه و بافت ایجاد می‌شود. پوشش antimigration ماده‌ای است که هم به شیشه و هم به باف،ت پیوند می‌خورد.
شیشهٔ زیست‌فعال 8625 دارای محتوای قابل توجهی آهن است که جذب نور فروسرخ را فراهم می‌کند. [۱۷] محتوای Fe2O3 جذب حداکثری ۱۱۰۰ نانومتر را به همراه دارد و به شیشه رنگ سبز می‌بخشد. استفاده از پرتوی فروسرخ به‌جای شعله یا گرمای مستقیم، به جلوگیری از آلوده شدن قطعه کمک می‌کند. پس از کاشت، شیشه در دو مرحله و در مدت زمان حدود دو هفته با محیط، واکنش نشان می‌دهد. در مرحلهٔ اول، یون‌های قلیایی فلز از شیشه زدوده می‌شوند و یون‌های هیدروژن جایگزین می‌شوند. مقدار کمی یون کلسیم نیز از مواد پخش می‌شود. در طول مرحلهٔ دوم، پیوندهای Si-O-Si در ماتریکس سیلیس تحت هیدرولیز قرار می‌گیرند و یک لایهٔ سطحی ژل‌مانند غنی از گروه‌های Si-O-H تولید می‌شود. یک لایهٔ انفعال غنی از فسفات کلسیم به تدریج بر روی سطح شیشه ایجاد می‌شود و از پالاییدن بیشتر جلوگیری می‌کند. در تراشه‌های ریز برای ردیابی انواع جانوران و اخیراً در برخی از ایمپلنت‌های انسانی استفاده می‌شود. سازمان غذا و داروی ایالات متحده (FDA) استفاده از شیشهٔ زیست‌فعال 8625 را در انسان در سال ۱۹۹۴ تأیید کرد.

### شیشهٔ زیست‌فعال ۹۳–۱۳
در مقایسه با شیشهٔ زیست‌فعال 45S5، شیشهٔ زیست‌فعال سیلیکات ۹۳–۱۳ از ترکیب بالاتر SiO2 تشکیل شده‌است و شامل اکسید پتاسیم و منیزیم اکسید است. این ماده به‌صورت تجاری از Mo-Sci Corp در دسترس است یا می‌توان مستقیماً با ذوب مخلوطی از Na2CO3، K2CO3، MgCO3 CaCO3، SiO2 و NaH2PO4 در یک بوتهٔ پلاتینی در دمای ۱۳۰۰ درجهٔ سانتی‌گراد و کوئنچ شدن صفحات فولاد ضدزنگ تهیه کرد.
کاربرد شیشهٔ ۹۳–۱۳ درون بدن جانداران توسط ایالات متحدهٔ آمریکا و اروپا تأیید شده‌است. این شیشه رفتار جریان ویسکوز آسان و تمایل کمتری به متبلور شدن با کشیده شدن در الیاف دارد. پودر شیشهٔ زیست‌فعال ۹۳–۱۳ می‌تواند در یک بایندر پراکنده شود تا مستقیماً جوهر برای روش چاپ سه‌بعدی ایجاد شود.

## مکانیسم‌های فعالیت
مکانیسم‌های اساسی که شیشه‌های زیست‌فعال را قادر می‌سازند به عنوان موادی برای ترمیم استخوان عمل کنند، از نخستین کارِ هِنچ و همکاران در دانشگاه فلوریدا بررسی شده‌است. توجه اولیه به تغییرات سطح شیشهٔ زیست‌فعال داده شد. معمولاً تصور می‌شود هنگام غوطه‌ور شدن یک شیشهٔ زیست‌فعال در یک محیط فیزیولوژیکی، پنج مرحله واکنش غیر آلی رخ می‌دهد:
1. تبادل یونی که در آن کاتیون‌های اصلاح‌کننده (بیشتر Na +) در تبادل شیشه با یون‌های هیدرونیوم در محلول خارجی قرار می‌گیرند.
2. هیدرولیز که در آن پل‌های Si-O-Si شکسته می‌شوند، گروه‌های سیلانول Si-OH را تشکیل می‌دهند و شبکهٔ شیشه دگرگون می‌شود.
3. تراکم سیلانول‌ها که در آن شبکهٔ شیشه‌ای دگرگون‌شده، مورفولوژی آن را تغییر داده و یک لایهٔ سطحی ژل‌مانند ایجاد می‌کند، در یون‌های سدیم و کلسیم تخلیه می‌شود.
4. رسوب‌گذاری‌هایی که در آن یک لایهٔ آمورف فسفات کلسیم روی ژل رسوب می‌کند.
5. کانی‌سازی که در آن لایهٔ کلسیم فسفات به‌تدریج به هیدروکسی آپاتیت بلوری تبدیل می‌شود، که از فاز معدنی موجود در استخوان‌های مهره‌داران تقلید می‌کند.

بعدها مشخص شد که مورفولوژی لایهٔ سطحی ژل یکی از اجزای اصلی در تعیین پاسخ زیست‌فعالی است. این امر با مطالعه در مورد شیشه‌های زیست‌فعال حاصل از فرآوری سُل-ژل حمایت شد. چنین شیشه‌هایی می‌توانند به‌طور قابل توجهی غلظت SiO2 بالاتری نسبت به شیشه‌های فعال زیستی سنتی حاصل از ذوب داشته باشند و همچنان زیست‌فعالی (به عنوان مثال، توانایی تشکیل یک لایهٔ هیدروکسی آپاتیت معدنی در سطح) را حفظ کنند. تخلخل ذاتی مادهٔ مشتق‌شده از سُل-ژل به عنوان یک توضیح احتمالی برای دلیل حفظ فعالیت زیستی ذکر شده و اغلب با توجه به شیشهٔ مذاب افزایش یافته‌است.
پیشرفت‌های بعدی در فناوری ریزآرایهٔ دی‌ان‌ای، دیدگاه کاملاً جدیدی در مورد مکانیسم‌های فعالیت زیستی در شیشه‌های زیست‌فعال ایجاد کرد. پیش از این، شناخته شده بود که یک تعامل پیچیده بین شیشه‌های زیست‌فعال و زیست‌شناسی مولکولی میزبان درون‌کاشت وجود دارد، اما ابزارهای موجود، مقدار کافی اطلاعات را برای ایجاد یک تصویر جامع فراهم نمی‌کنند. با استفاده از ریزآرایهٔ دی‌ان‌ای، محققان اکنون قادر به شناسایی تمام دسته‌های ژن‌ها هستند که توسط محصولات انحلال شیشه‌های زیست‌فعال تنظیم می‌شوند و در نتیجه به اصطلاح «تئوری ژنتیکی» شیشه‌های زیست‌فعال می‌شوند. اولین مطالعات ریزآرایه روی شیشه‌های زیست‌فعال نشان داد که ژن‌های مرتبط با رشد و تمایز استئوبلاست، حفظ زمینهٔ بیرون سلول و ارتقای چسبندگی سلولی و زمینهٔ سلول توسط محیط کشت سلولی شرطی‌شده حاوی محصولات انحلال شیشهٔ زیست‌فعال می‌شوند.

## کاربردهای پزشکی
شیشهٔ زیست‌فعال S53P4 برای اولین بار در یک محیط کلینیکی به عنوان جایگزینی برای پیوند استخوان یا غضروف در جراحی بازسازی صورت استفاده شد. استفاده از مواد مصنوعی به عنوان پروتز استخوان دارای مزیت بسیار متنوع‌تری از پیوند اتوترانسپلانت سنتی بوده و همچنین دارای عوارض جانبی پس از عمل کمتر است. شواهدی موقت وجود دارد که شیشهٔ زیست‌فعال با ترکیب S53P4 ممکن است برای عفونت‌های طولانی‌مدت استخوانی نیز مفید باشد.